# Frumenzio Ghetta
Alberto Antonio Ghetta (Vigo di Fassa, 11 de fevereiro de 1920 – Trento, 22 de abril de 2014), conhecido como Frumenzio Ghetta, foi um franciscano, professor, poeta, linguista, arquivista, paleógrafo e historiador trentino.

## Biografia
Era filho de Marino Ghetta e Elisabetta Weiss. Desde jovem atraído para a vida religiosa, iniciou seus estudos com 11 anos no Colégio Seráfico dos franciscanos de Vigo, continuando nos colégios franciscanos de Villazzano e Campo Lomaso, e em 31 de julho de 1938 entrou para a Ordem Franciscana, adotando o prenome Frumenzio. Fez seu noviciado no Convento de Nossa Senhora em Arco, em 1º de agosto de 1939 fez seus primeiros votos, e em 17 de setembro de 1942 proferiu os votos perpétuos. Em 29 de abri de 1945 foi ordenado sacerdote. Neste meio tempo estudou no liceu do Convento de São Roque em Rovereto e fez estudos superiores de teologia e humanidades no Estúdio Teológico Franciscano do Convento de São Bernardino em Trento, formando-se em 1946.
Entre 1946 e 1959 atuou nos conventos de Pergine, Villazzano, Campo Lomaso e Trento, desempenhando diversas funções, como assistente, professor, vice-reitor e promotor das vocações. De 1963 a 1966 foi capelão no convento de Rovereto, e em 1966 foi designado para o Convento de São Bernardino. Em Trento atuou como vice-pároco da paróquia de São Bernardino recentemente fundada e capelão do Asilo Municipal, além de colaborar com instituições culturais e históricas da cidade e da Província.
No convento desenvolveria a parte mais importante de sua carreira, entrando em contato com o seu rico acervo bibliográfico e documental. Passaria então a encarregar-se da organização, recuperação, transcrição e edição de uma extensa série de manuscritos e fundos documentais até então em sua maioria inéditos, pouco acessíveis e pouco estudados. Paralelamente, manifestou um grande interesse pela cultura e língua ladina, falada no Vale de Fassa, foi um dos fundadores do Instituto Cultural Ladino Majon di Fascegn em Vigo di Fassa, foi ativo membro do Conselho Editorial da revista Mondo Ladino, e colaborou com muitos artigos para a revista Studi Trentini.
Seus últimos anos foram aflitos por doenças, passando a residir na enfermaria do convento e se deslocando em cadeira de rodas. Faleceu na madrugada de 22 de abril de 2014. Parte de seu volumoso arquivo pessoal desde 2011 havia sido deixado aos cuidados da Fundação Biblioteca São Bernardino do convento de Trento, compondo 630 unidades arquivísticas, com correspondência, anotações, textos manuscritos e datilografados, cadernos de pesquisa, fotografias e outros materiais. Outra parte substancial do seu acervo foi doada para o Instituto Cultural Ladino em Vigo di Fassa.

## Obra

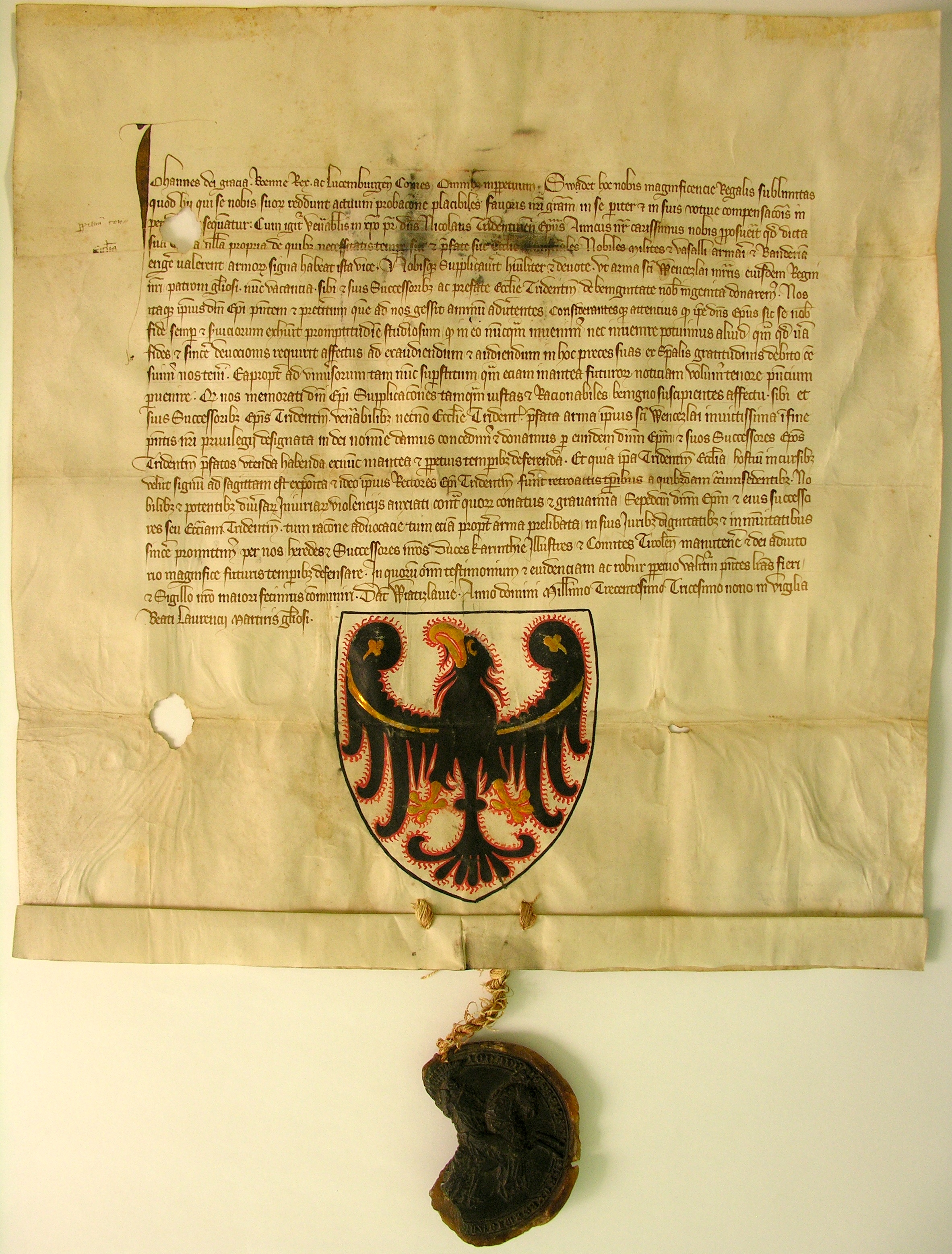
Diploma original da concessão do brasão do príncipe-bispo Nicolau de Brno, descoberto por Ghetta.

Segundo o pesquisador Marcello Bonazza, "assim como seus ilustres predecessores inspirados na doutrina crítica de Boaventura, em cada documento via um grão da história da Salvação, a ser compreendido e interpretado com método e prudência. Método e a prudência foram, portanto, a norma operativa do padre Frumenzio. [...] Possuía as ferramentas para entender a origem e a função de um documento e não se deixava enganar por ele, como costuma acontecer com os visitantes apressados de arquivos. Conhecia perfeitamente a paleografia e não tinha medo de enfrentar até mesmo as grafias mais difíceis. [...] Desta dedicação aos documentos nasceram quase todas as suas contribuições científicas, que podemos dividir em três setores principais: Inventários de arquivo, em primeiro lugar. Depois as coleções de registos, entre as quais é particularmente significativa a dedicada às atas da Comunidade de Fassa, que definiram de uma vez por todas os limites da experiência comunitária do vale ladino. Finalmente, as edições de documentos". Deixou mais de 150 trabalhos de pesquisa histórica e cultural, em sua maioria ainda à espera de publicação.
Seu trabalho trouxe à luz e disponibilizou para pesquisadores um importante material referente à história do Principado de Trento e dos franciscanos nesta região, colaborando muitas vezes com outros destacados historiadores locais, especialmente Remo Stenico. Entre suas descobertas estão os limites históricos da região da Marmolada, o diploma original da concessão do brasão do príncipe-bispo Nicolau de Brno, a chamada Águia de São Venceslau, que tornou-se símbolo da Província Autônoma de Trento, e registros que possibilitaram a localização de um assentamento récio em Mazzin. Também deixou muitos trabalhos sobre a língua, cultura e história do Vale de Fassa e do povo ladino, e publicou poesia em ladino.
Entre suas principais publicações estão:
- La Valle di Fassa. Preistoria, romanità e medioevo. Contributi e documenti, 1974.
- Urbario della Pieve di Calavino 1491 e 1496, com Remo Stenico, 1983.
- Il libro dei forestieri della città di Trento, 1985.
- Inventario dei documenti della cancelleria del principato di Trento 1463, 1988.
- Inventario dei beni della Torre franca di Mattarello, 1657, 1992.
- Documenti per la storia della Comunità di Fassa: sedute e delibere dei rappresentanti della Comunità di Fassa, 1550-1780, editor, 1998.
- L'aquila stemma di Trento e del Trentino, 2000.
- Archivi Principatus Tridentini regesta. Sectio Latina (1027-1777), editor, com Remo Stenico, 2001.
- Le pergamene dell'archivio parrocchiale di Alba 1410-1772, editor, com Cesare Bernard e Guntram Plangg, 2010.
- Libro conti della Fabrica del Duomo di Trento, 1471-1475, 2010.

## Reconhecimento
Foi membro da prestigiada Accademia Roveretana degli Agiati e da Società di Studi Trentini di Scienze Storiche, e seu trabalho foi reconhecido com a Medalha Águia de São Venceslau, a maior honraria cívica da província, e com uma placa da Comunidade de Trento, que o cita como "incansável pesquisador da nossa história". O Departamento de Instrução e Cultura da Província de Trento disse que Ghetta é "uma figura fundamental para a história e a identidade ladina". Ao completar 70 anos foi homenageado com o festschrift Per Padre Frumenzio Ghetta, O.F.M. In Occasione Del Settantesimo Compleanno. A biblioteca do Instituto Cultural Ladino hoje leva seu nome e ali foi ereto um busto de bronze pouco depois de sua morte. Em seu obituário no Giornale Trentino, Valentina Redolfi louvou-o como "um historiador de grande relevo, o mais importante do Vale de Fassa e um dos maiores em nível regional".
Ainda em 2014 a revista Mondo Ladino publicou uma edição em sua homenagem, reunindo artigos de diversos autores, enfocando variados aspectos de sua vida e obra. No editorial, o diretor da revista Fabio Chiocchetti disse que a semente que ele lançara caíra em solo fértil, "uma grande herança em termos de pesquisa histórica e arquivística, um patrimônio que devemos conservar, mas sobretudo disponibilizar, a fim de que possa dar ainda mais frutos preciosos de conhecimento e de espírito comunitário", e Antone dal Maester, escrevendo em nome da Região Autônoma do Trentino-Alto Adige, da Província de Trento, do Município de Trento, das comunidades do Vale de Fassa, do Instituto Cultural Ladino, da Superintendência das Escolas Ladinas e outras entidades, fez uma saudação ao finado, louvando a contribuição científica que deixara e chamando-o de um exemplo luminoso de amor e dedicação aos homens e à comunidade. O centenário de seu nascimento foi celebrado em 2020 com uma conferência em sua memória organizada pelo Instituto Cultural Ladino. Em 2021 foi homenageado com o espetáculo itinerante em ladino Do l vièl del saer: Père Frumenzio vel te dir vèlch!, apresentado nas comemorações dos 20 anos da biblioteca do Instituto Cultural. Devido ao grande sucesso, o espetáculo foi repetido no ano seguinte na data de aniversário do homenageado, quando também foi lançada uma publicação sobre ele, a primeira de uma série editorial voltada para o público jovem que destaca personalidades ilustres do Vale de Fassa. Segundo Angela Grazia Mura, em verbete no Dizionario Biografico degli Storici Trentini, 
"Personalidade rica na sua dimensão espiritual e humana, soube conjugar a adesão convicta à vida conventual, o empenho pastoral, dedicado sobretudo aos enfermos e idosos, com o estudo apaixonado da história local, que recolheu em seus aspectos mais pequenos e episódicos, nas vozes mais esquecidas. Um espaço excepcional, no seu interesse pelo estudo, foi dedicado à história do povo ladino e do seu vale natal, o Vale de Fassa, que explorou em fontes arquivísticas mas também na cor das tradições populares e do idioma local, enfocando desde a Pré-História até a Idade Moderna".